# 담간

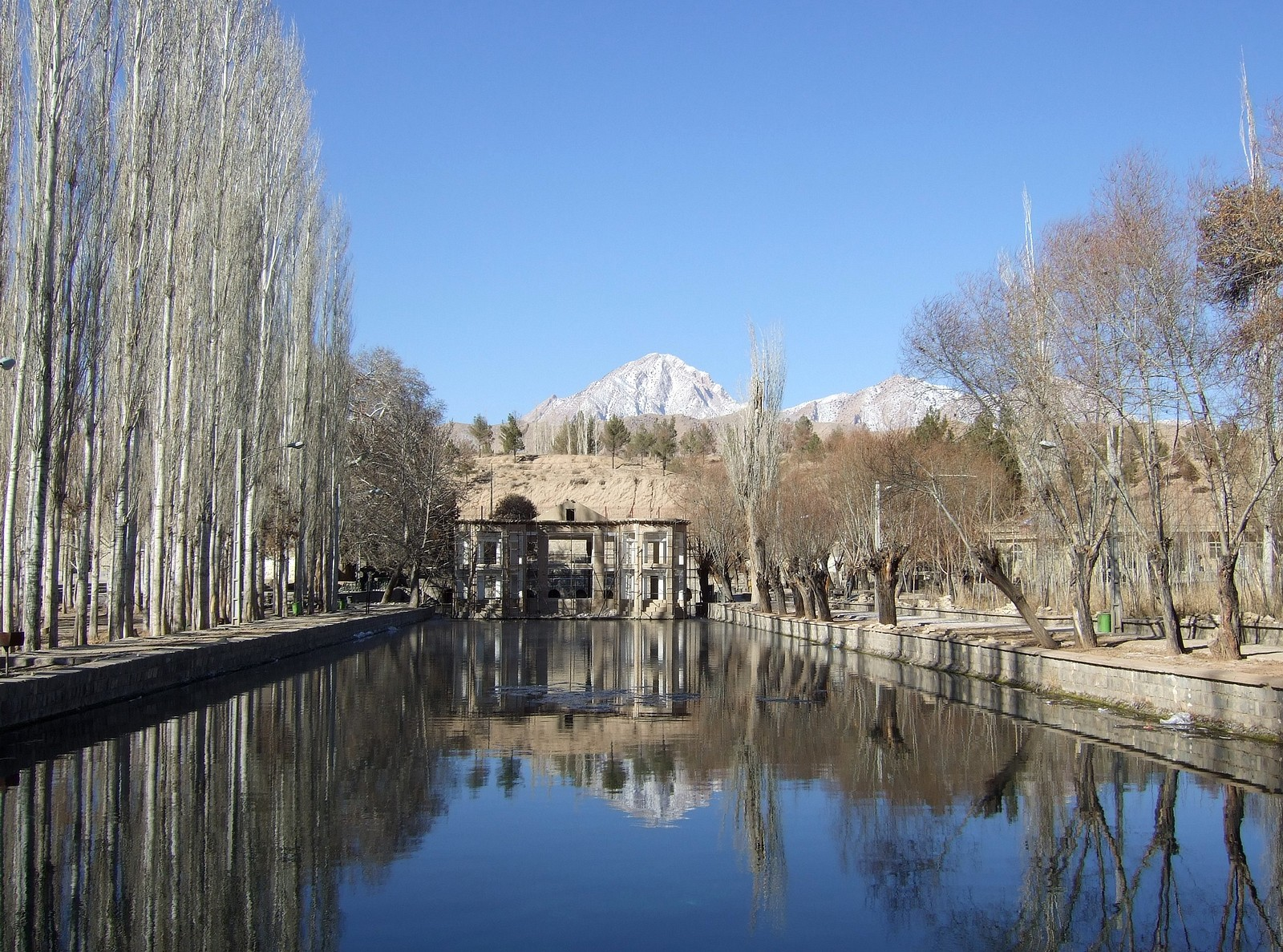

담간(페르시아어: دامغان)은 이란 셈난주의 도시이다. 2006년 기준으로 인구는 57,331명이다.

## 같이 보기
- 지진 목록